# 洛舍镇
洛舍镇是中华人民共和国浙江省湖州市德清县下辖的一个镇。位于德清县北部，西临武康镇，北临湖州城区，东临钟管镇，南邻乾元镇。总面积47.3平方公里，总人口1.8万人。為中國鋼琴生產重鎮。

## 行政区划
洛舍镇下辖以下村级行政区划单位：
洛舍社区、洛舍村、雁塘村、东衡村、三家村、张陆湾村和砂村。